# FC 안지 마하치칼라
FC 안지 마하치칼라(러시아어: ФК "Анжи" Махачкала, 영어: FC Anzhi Makhachkala)는 러시아의 자치 공화국인 다게스탄의 수도인 마하치칼라를 연고로 하는 축구 팀으로, 현재 러시아 프리미어리그 소속이다. 클럽 이름에서 "안지"는 쿠미크어로 '진주'를 뜻하며 고대 쿠미크인들이 현재의 마하치칼라를 부르던 이름이기도 하다.
2011년 1월 18일에, 억만장자 술레이만 케리모프가 안지를 인수하고 나서,수비수 호베르투 카를로스, 공격수 사무엘 에투나 감독 거스 히딩크 등을 포함한 거물급 인사들을 자주 많이 영입하였다. 2013-14 시즌을 앞두고 팀에 대한 예산이 상당히 줄어듬에 따라, 핵심 선수들을 잃고 리그 최하위권으로 곤두박질하여, 러시아 내셔널 풋볼 리그로 강등당했다가 한 시즌만에 1부 리그로 복귀했다.

## 역대 성적
- 러시아 내셔널 풋볼 리그

1999, 2009

## 역대 감독
| 감독        | 임기        |
| ----------- | ----------- |
| 거스 히딩크 | 2012 ~ 2013 |
| 파벨 브르바 | 2016        |